# 오스트레일리안 풋볼 리그

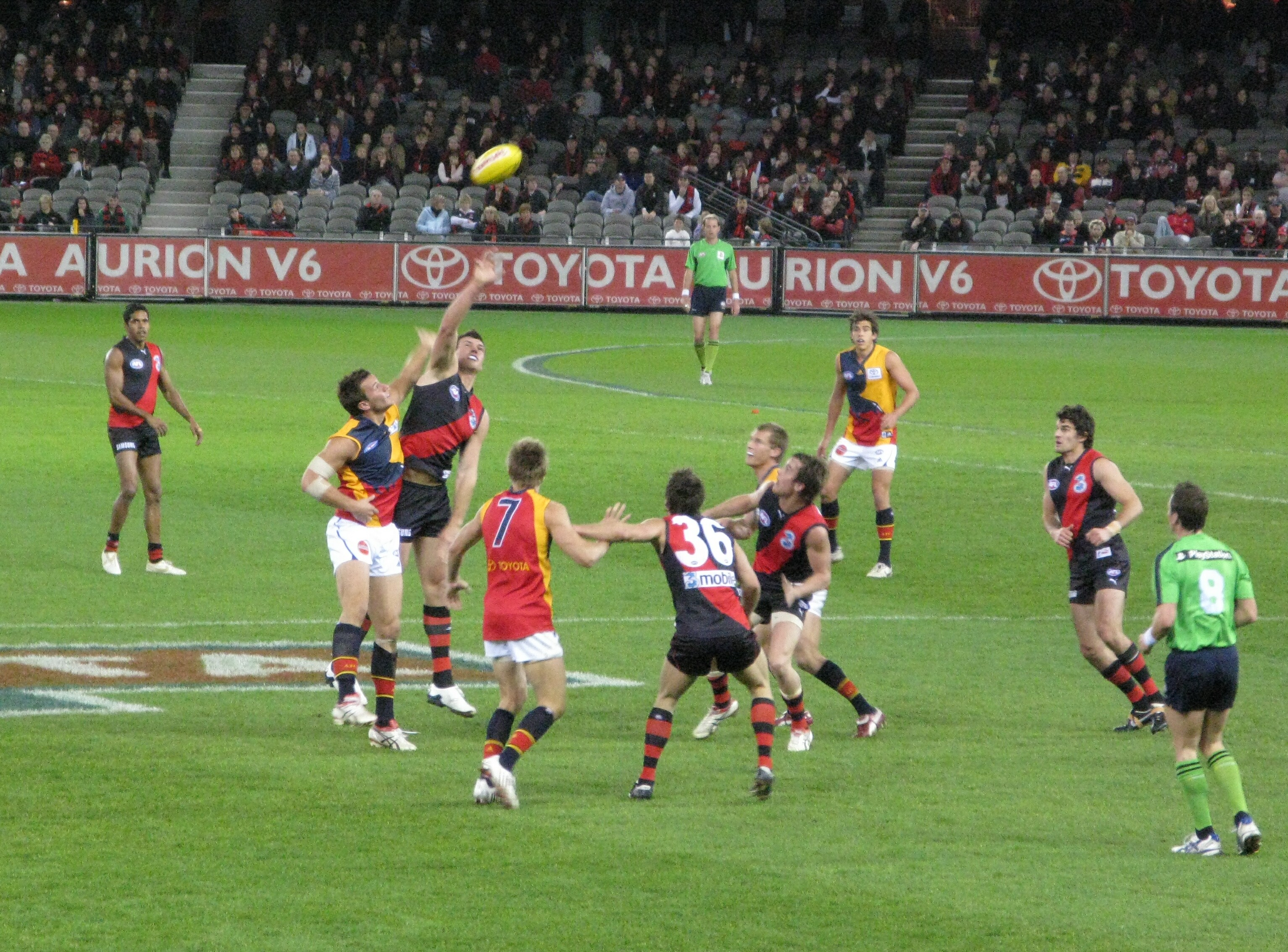

오스트레일리안 풋볼 리그(Australian Football League)는 오스트레일리아의 국기인 오지 풋볼 프로 리그이다. 결승전 AFL 그랜드 파이널은 매년 9만명 이상의 관중을 자랑하는 오스트레일리아 최대의 스포츠 이벤트이다. 오지룰이라기도 부르기도하는 축구와 럭비를 섞은듯한 경기로 쌍방 폴사이 넣으면 6점 바깥쪽폴은 1점은 받고 4 쿼터로 진행된다